# Lulu Wilson
Lulu Wilson, född 7 oktober 2005 i New York, är en amerikansk skådespelare.
Wilson har bland annat medverkat i TV-serierna The Haunting of Hill House och Sharp Objects från 2018. Hon har även medverkat i filmen Becky från 2020 där hon spelar huvudkaraktären Becky.

## Filmografi (i urval)
- 2018: The Haunting of Hill House
- 2018: Sharp Objects
- 2020: Becky
- 2021 – Modern Love (TV-serie)